# سكاي بلو موسم 2018
كان موسم 2018 هو الموسم التاسع لفريق سكاي بلو إف سي لكرة القدم النسائية المحترفة. يلعب فريق سكاي بلو إف سي في الدوري الوطني لكرة القدم النسائية، وهو أعلى مستوى لكرة القدم النسائية في الولايات المتحدة. مرّ فريق سكاي بلو بموسم صعب في عام 2018 حيث أنهى الفريق الموسم في المركز الأخير. وخاض الفريق 23 مباراة دون أن يفوز في أي مباراة، مسجلاً بذلك أطول سلسلة من المباريات بدون فوز في تاريخ الدوري الوطني لكرة القدم النسائية. فاز سكاي بلو أخيراً في 8 سبتمبر عندما فاز على أورلاندو برايد 1-0 في مباراته الأخيرة من موسم 2018.
ظهرت تقارير عديدة عن وجود مشاكل خارج الملعب بعد أن تحدث لاعب سكاي بلو السابق سام كير إلى وسائل الإعلام بعد مباراة سكاي بلو وشيكاغو في 7 يوليو. كما وردت تقارير عن سوء الإدارة ومرافق التدريب بالإضافة إلى مشاكل في السكن والسفر والنقل، ويُعتقد أنها كانت من العوامل التي ساهمت في الأداء الضعيف للفريق على أرض الملعب.

## فريق

### قائمة الفريق الأول
المصدر: Sky Blue FC 